# Paraphytoseius parabilis
Paraphytoseius parabilis är en spindeldjursart som först beskrevs av Mohammad Nazeer Chaudhri 1967.  Paraphytoseius parabilis ingår i släktet Paraphytoseius och familjen Phytoseiidae. Inga underarter finns listade i Catalogue of Life.